# Водогай
Водогай (в верховьях Балка Адагай) — река в России, протекает по территории Краснодарского края. Устье реки находится в 9,3 км от устья реки Шебш по правому берегу. Длина реки — 16 км, площадь водосборного бассейна — 34,8 км².

## Данные водного реестра
По данным государственного водного реестра России относится к Кубанскому бассейновому округу, водохозяйственный участок реки — Афипс, в том числе Шапсугское водохранилище. Речной бассейн реки — Кубань.
Код объекта в государственном водном реестре — 06020001512108100005628.